# المعهد الشمالي لبراءات الاختراع
المعهد الشمالي لبراءات الاختراع (Nordic Patent Institute) هو منظمة حكومية دولية أنشأتها حكومات الدنمارك وأيسلندا والنرويج. يقع مقر المعهد في تاستروب في الدنمارك. منذ 1 يناير 2008، يعمل المعهد بصفة سلطة تنفيذية لمعاهدة التعاون بشأن البراءات (PCT).  اعتبارًا من 1 مايو 2013، أصبح المعهد، مع المكتب الأوروبي لبراءات الاختراع والمكتب السويدي لبراءات الاختراع والتسجيل، أحد هيئات البحث الدولية (ISA) وهيئات الفحص الأولي الدولية (IPEA) المتاحة للطلبات الدولية المقدمة إلى مكاتب الاستقبال في الدنمارك وأيسلندا والنرويج والسويد.     كما يجري المعهد عمليات بحث دولية تكميلية باللغات الدنماركية والإنجليزية والأيسلندية والنرويجية والسويدية. 
رمزها المكون من حرفين هو XN.
كما يجري المعهد عمليات البحث والتحليل لبراءات الاختراع على أساس تجاري للشركات ومكاتب المحاماة المتخصصة في الملكية الفكرية.

## روابط خارجية
- المعهد الشمالي لبراءات الاختراع
- المعهد الشمالي لبراءات الاختراع على موقع مكتب براءات الاختراع والعلامات التجارية الدنماركي على شبكة الإنترنت